# Tapio Mertanen
Leo Tapio Mertanen,(även Mäkelä) född i Imatra Finland den 2 maj 1937,  död i Frändefors 5 februari 2021 var en svensk f.d. friidrottare (stavhopp). Han tävlade för UoIF Matteus-Pojkarna, Södertälje IF, Spårvägens FK  och Österhaninge. Han blev 1965 utsedd till Stor Grabb nummer 234 i friidrott.

## Främsta meriter
Mertanen innehade det svenska rekordet i stavhopp 1963-1964 samt i ett par omgångar 1965. Han var svensk mästare åren 1962-1964 samt 1966.

## Idrottskarriär
Tapio Mertanen tävlade för Finland som landslagsjunior.
1962 vann han dock sitt första SM i stavhopp (på 4,35).
Den 16 augusti 1963 slog Mertanen Svante Rinaldos svenska rekord i stav från 1962 genom att hoppa 4,60 i Göteborg. Den 14 september i London förbättrade han sitt rekord ytterligare, till 4,62. Även detta år vann Mertanen SM-guld (på 4,55 denna gång).
Han fortsatte 1964 vad han påbörjat 1963. Den 26 juni var det dags för ännu ett svenskt rekord. Han hoppade 4,65 i Nyköping. Och fem dagar senare, den 1 juli i Västerås, nådde han 4,67. Två månader senare (den 30 augusti) förlorade han dock rekordet till Fritz Lindblom, som hoppade 4,70. SM vann han för tredje gången, på 4,60.
I mitten på 1965 års säsong (den 4 juli) lyckades Mertanen återta det svenska rekordet, genom att hoppa 4,75 i Gimo. Den 9 augusti förlorade han det dock åter till Fritz Lindblom (som hoppade 4,77). Den 16 augusti lyckades Mertanen en sista gång återta det svenska rekordet i det han i Helsingfors hoppade 4,80. Detta rekord fick han behålla till påföljande år då Karl Gustaf Burlin överträffade hans resultat.
1966 vann Tapio Mertanen SM för fjärde och sista gången, genom att hoppa 4,50.
Så sent som år 1972 deltog han i SM och knep härvid bronsmedaljen med ett hopp på 4,80.
Personligt rekord : 4.85